# Liste der Stolpersteine in Bad Rappenau

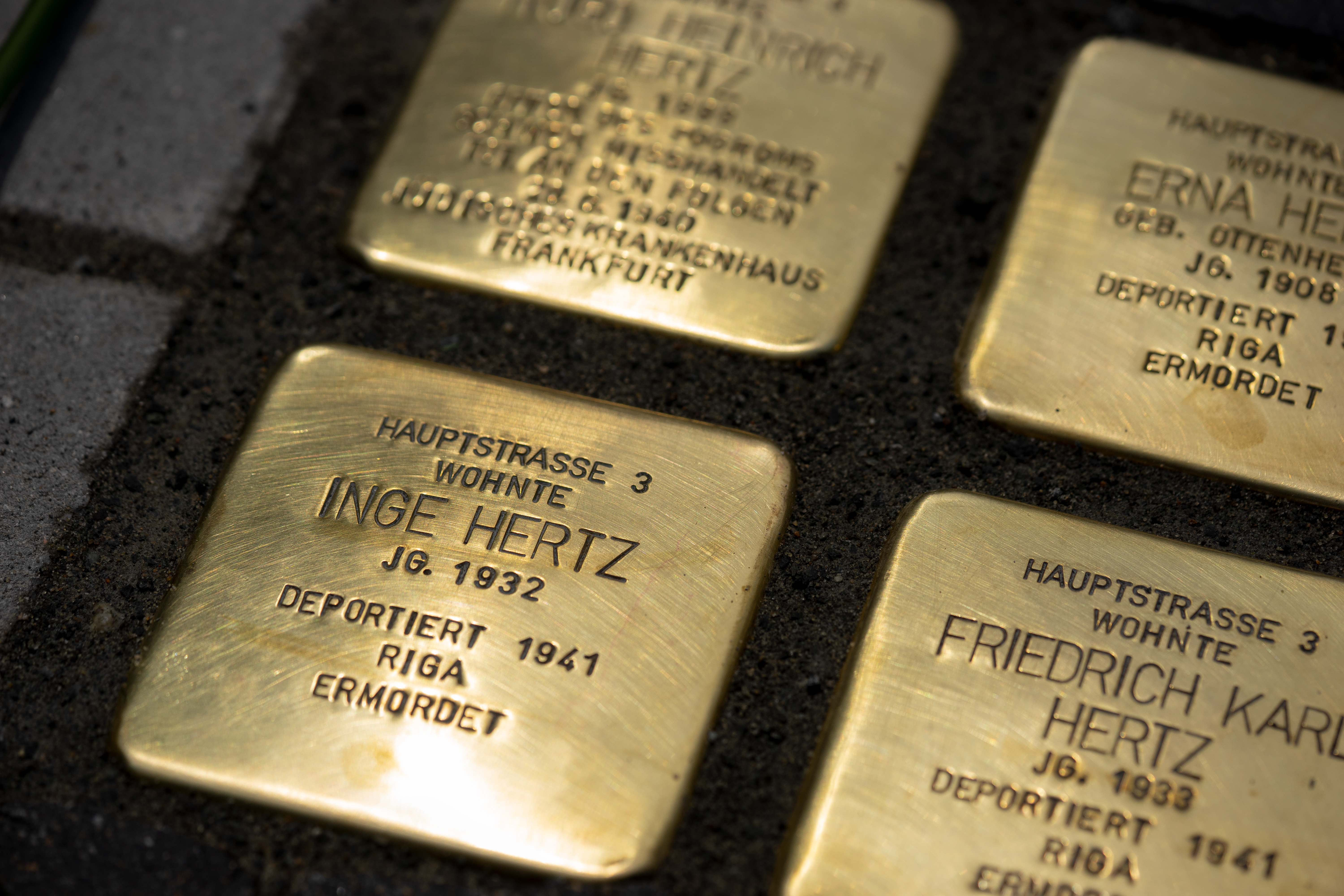
Die Stolpersteine von Bad Rappenau

In der Liste der Stolpersteine in Bad Rappenau sind alle
vier
Gedenksteine aufgeführt, die im Bad Rappenauer Ortsteil Bonfeld im Rahmen des Stolpersteine-Projekts des Künstlers Gunter Demnig am 4. Juli 2018 auf Initiative der gebürtigen Bonfelderin Hilde Lansche verlegt wurden.

## Liste
Die Tabelle ist teilweise sortierbar; die Grundsortierung erfolgt alphabetisch nach dem Namen. Die Spalte Name, Leben wird nach dem Namen der Person alphabetisch sortiert.
| Stolperstein | Inschrift | Standort                      | Name, Leben |
| ------------ | --- | ----------------------------- | --- |
|              | HAUPTSTRASSE 3 WOHNTE ERNA HERTZ GEB. OTTENHEIMER JG. 1908 DEPORTIERT 1941 RIGA ERMORDET                                                            | Kirchhausener Straße 1 (Lage) | Erna Hertz wurde zusammen mit ihren Kindern Inge und Friedrich Ende November 1941 deportiert und in Riga ermordet.                                                                                       |
|              | HAUPTSTRASSE 3 WOHNTE FRIEDRICH KARL HERTZ JG. 1933 DEPORTIERT 1941 RIGA ERMORDET                                                                   | Kirchhausener Straße 1 (Lage) | Friedrich Karl Hertz |
|              | HAUPTSTRASSE 3 WOHNTE HUGO HEINRICH HERTZ JG. 1898 OPFER DES POGROMS SCHWER MISSHANDELT TOT AN DEN FOLGEN 28.6.1940 JÜDISCHES KRANKENHAUS FRANKFURT | Kirchhausener Straße 1 (Lage) | Hugo Heinrich Hertz wurde bei den Ausschreitungen in der Pogromnacht 1938 schwer verletzt. An den Folgen dieser Misshandlung verstarb er am 28. Juni 1940 im Jüdischen Krankenhaus in Frankfurt am Main. |
|              | HAUPTSTRASSE 3 WOHNTE INGE HERTZ JG. 1932 DEPORTIERT 1941 RIGA ERMORDET                                                                             | Kirchhausener Straße 1 (Lage) | Inge Hertz |

## Verlegedatum
- 4. Juli 2018